# Savka
Savka je žensko osebno ime.

## Izvor imena
Ime Savka je različica ženskega osebnega imena Sava.

## Pogostost imena
Po podatkih Statističnega urada Republike Slovenije je bilo na dan 31. decembra 2007 v Sloveniji število ženskih oseb z imenom Savka: 118.